# Network (Film)
Network ist eine US-amerikanische Filmsatire aus dem Jahr 1976. Sidney Lumet führte Regie nach einem Drehbuch von Paddy Chayefsky. Er zeigt, wie Howard Beale, der kurz vor der Entlassung stehende Nachrichtensprecher des Senders Union Broadcasting System (UBS), nach einer Reihe von Livesendungen mit Suiziddrohungen und Beschimpfungen zum Star aufsteigt. Inspiration für diese Semi-Utopie war der Fall der Moderatorin Christine Chubbuck, die sich 1974 während einer Livesendung erschossen hatte. Der Filmtitel (englisch für ‚Netzwerk‘) bezieht sich auf das System der US-Fernsehsender.

## Handlung
Howard Beale, langjähriger Nachrichtensprecher des Senders Union Broadcasting System (UBS), erfährt, dass er wegen Restrukturierungsmaßnahmen entlassen werden soll. Vor laufender Kamera kündigt er seinen Suizid in seiner nächsten – und letzten – Sendung an, was große Aufmerksamkeit in der Öffentlichkeit nach sich zieht. In der nächsten Sendung nimmt Beale sich zwar nicht das Leben, schimpft aber in deutlichen Worten auf seinen Arbeitgeber und den gegenwärtigen Zustand der Welt. Das Medienecho ist enorm. Diana Christensen, die neue Programmchefin, kann den Chef von UBS, Frank Hackett, überreden, Beale einen Sendeplatz zu geben, auf dem er seinen Tiraden freien Lauf lassen kann. Das Konzept hat Erfolg, Beale wird schnell zum Publikumsliebling, sehr zum Bedauern seines Freundes Max Schumacher, dem Chef des Nachrichtenressorts, der Beale für nervlich krank und hilfebedürftig hält. Hackett entlässt Schumacher, der wiederum eine Affäre mit Christensen beginnt und seine Frau verlässt.
Beales Show, in der er als Fernseh-Prophet auftritt, erreicht zunehmend mehr Menschen, die in ihm einen Katalysator ihres Frusts über die gesellschaftlichen Zustände finden. Schließlich ruft Beale sein Publikum auf, die Übernahme des Medienkonzerns CCA, des Eigentümers von UBS, durch eine arabische Investorengruppe zu verhindern und Telegramme an das Weiße Haus zu schicken. CCA-Chef Arthur Jensen bestellt Beale zu sich und eröffnet ihm seine Philosophie des globalen Kapitalismus, die Beale fortan in seiner Sendung verkünden soll. Beale, der meint, er habe „das Antlitz Gottes gesehen“, willigt ein. Als Folge seines Gesinnungswandels sinken die Einschaltquoten.
Schumacher trennt sich von Christensen, weil er ihr vorwirft, in ihrer eigenen Fernsehwelt zu leben und nicht zu Gefühlen fähig zu sein. Die Einschaltquoten von Beales Sendung sinken weiter, aber Jensen von CCA besteht gegen den Willen der Macher von UBS darauf, Beale im Programm zu behalten. Hackett, Christensen und die übrigen Ressortchefs beschließen in einem geheimen Meeting, den ungeliebten Beale durch eine bei UBS unter Vertrag stehende Terroristengruppe vor laufender Kamera erschießen zu lassen. Der Plan wird ausgeführt; über Bildern von Beales Ermordung und Werbeeinblendungen verkündet ein Sprecher, „dies war die Geschichte von Howard Beale, dem ersten bekannten Fall eines Mannes, der wegen schlechter Einschaltquoten umgebracht wurde“.

## Synchronisation
Die deutsche Synchronisation entstand unter der Dialogregie von John Pauls-Harding im Auftrag der Ultra-Film Synchron GmbH, München.
| Rolle               | Darsteller        | Synchronsprecher    |
| ------------------- | ----------------- | ------------------- |
| Howard Beale        | Peter Finch       | Holger Hagen        |
| Diana Christensen   | Faye Dunaway      | Rose-Marie Kirstein |
| Max Schumacher      | William Holden    | Wolf Ackva          |
| Frank Hackett       | Robert Duvall     | Hartmut Reck        |
| Nelson Chaney       | Wesley Addy       | Wolf Petersen       |
| Arthur Jensen       | Ned Beatty        | Gerd Duwner         |
| Barbara Schlesinger | Conchata Ferrell  | Marianne Groß       |
| Bill Herron         | Darryl Hickman    | Manfred Schott      |
| Edward George Ruddy | William Prince    | Leo Bardischewski   |
| Robert McDonough    | Lane Smith        | Rolf Zacher         |
| Louise Schumacher   | Beatrice Straight | Marianne Wischmann  |
| Laureen Hobbs       | Marlene Warfield  | Sigrid Pawlas       |
| Ahmet Khan          | Arthur Burghardt  | Donald Arthur       |

## Rezeption

### Kritiken
Network erhielt ein sehr gutes Presseecho, was sich auch in den Auswertungen US-amerikanischer Aggregatoren widerspiegelt. So erfasst Rotten Tomatoes größtenteils wohlwollende Besprechungen und ordnet den Film dementsprechend als „Zertifiziert Frisch“ ein. Metacritic ermittelt aus den vorliegenden Bewertungen „Allgemeines Kritikerlob“.
James Berardinelli schrieb 1998 auf ReelViews.net, diese schwarze Komödie gehe viel weiter als der thematisch verwandte Nachrichtenfieber – Broadcast News. Sie sei, trotz gelegentlicher Schwächen im Tempo, brillant, aber nicht witzig im konventionellen Sinn, und lasse sich am ehesten auf einer intellektuellen Ebene genießen. Berardinelli lobte die darstellerischen Leistungen von Haupt- und Nebendarstellern gleichermaßen.

„Ein hervorragend inszenierter und intensiv gespielter Film, der eine ebenso bestürzende wie schneidend-scharfe satirische Abrechnung mit dem Kommerzfernsehen ist.“

Im Deutschen Allgemeinen Sonntagsblatt meinte Hellmut Haffner, der Film sei „nicht als Groteske angelegt, sondern als gesellschaftspolitische[r] Reißer, mit großem Aufwand, großem Tempo, großer Besetzung“. Umso erstaunlicher sei es, dass er dem Publikum „keine Schauer über den Rücken“ jage.
Der Film wird von Jack Shaheen in seinem Dokumentarfilm Reel Bad Arabs als besonders antiarabisch kritisiert. Der Film würde mit Stereotypen arbeiten und sich Verschwörungstheorien bedienen.

### Auszeichnungen
Network wurde mit vier Oscars ausgezeichnet. Die Auszeichnung ging postum an Peter Finch als Bester Hauptdarsteller, an Faye Dunaway als Beste Hauptdarstellerin, an Paddy Chayefsky für das Beste Originaldrehbuch und an Beatrice Straight als Beste Nebendarstellerin. Beatrice Straight hält mit nur sechs Filmminuten den Rekord für den kürzesten Auftritt mit Oscarauszeichnung. Nominierungen gab es für William Holden als Besten Hauptdarsteller und Ned Beatty als Besten Nebendarsteller sowie in den Kategorien Beste Kamera, Beste Regie, Bester Schnitt und Bester Film.
Sidney Lumet, Peter Finch, Faye Dunaway und Drehbuchautor Paddy Chayefsky gewannen 1977 den Golden Globe Award. Der Film war zudem in der Sparte Bester Film – Drama nominiert.
Peter Finch gewann 1978, ebenfalls postum, den British Academy Film Award (BAFTA). Network war in acht weiteren BAFTA-Kategorien nominiert.
Network erhielt zudem zahlreiche Kritikerpreise, darunter die der Los Angeles Film Critics Association und des New York Film Critics Circle.
Die Juroren des American Film Institute wählten den Film 1998 und 2007 in die Liste der „100 besten amerikanischen Filme aller Zeiten“.
Im Jahre 2000 wurde Network als „kulturell, historisch oder ästhetisch bedeutsam“ in das National Film Registry der amerikanischen Library of Congress aufgenommen.

## Bühnenfassung
Eine auf dem Drehbuch des Films basierende Bühnenbearbeitung von Lee Hall wurde 2017 am National Theatre in London uraufgeführt, mit Bryan Cranston als Howard Beale. Cranston spielte dieselbe Rolle auch in der Broadway-Inszenierung ab 2018, wofür er im folgenden Jahr mit dem Tony Award ausgezeichnet wurde. Die deutschsprachige Erstaufführung fand 2020 am Thalia Theater in Hamburg statt, die österreichische Erstaufführung folgte 2024 am Stadttheater Mödling.